# Richard Rydze
Richard „Dick“ Anthony Rydze (* 15. März 1950 in Pittsburgh, Pennsylvania; † 28. November 2023) war ein Wasserspringer aus den Vereinigten Staaten. Er gewann bei den Olympischen Spielen 1972 die Silbermedaille im Turmspringen und war 1971 Zweiter bei den Panamerikanischen Spielen.

## Karriere
Der 1,70 Meter große Richard Rydze gewann 1969, 1971 und 1972 den Hallentitel der Amateur Athletic Union vom Zehn-Meter-Turm, 1969 und 1971 siegte er auch bei den Freiluftmeisterschaften.
Bei den Panamerikanischen Spielen 1971 in Cali siegte sein Landsmann Rick Early vom 10-Meter-Turm vor Richard Rydze und dem Kolumbianer Diego Henao. Im Jahr darauf gewann bei den Olympischen Spielen in München der Italiener Klaus Dibiasi deutlich vor Richard Rydze, Dritter wurde mit Franco Cagnotto der zweite Italiener.
Rydze graduierte 1971 an der University of Michigan in Zoologie. Später studierte er Medizin an der University of Pittsburgh und wurde Internist. Von 1985 bis 2007 war er als Arzt für die Pittsburgh Steelers tätig. Die Zusammenarbeit wurde abrupt eingestellt, als seine Tätigkeit 2007 Gegenstand eines Ermittlungsverfahrens wurde. 2017 wurde er von einer Jury in Pittsburgh für schuldig befunden, in 180 Fällen illegal Dopingpräparate, Wachstumshormone und Schmerzmittel verabreicht zu haben. Anfang 2018 wurde er zu zehn Jahren Haft in einem Bundesgefängnis verurteilt.